# Коопукр у Лондоні
«Коопукр» у Лондоні — об'єднане представництво української кооперації у Великій Британії. Займалося вивченням кон'юнктури ринку, організацією експорту продукції українських кооперативних спілок і товариств (льону, клоччя, коноплі, пуху, смушки, яєць, птиці, вершкового масла, бекону) та імпорту кооперативними спілками і товариствами зарубіжних промислових товарів. Засноване 1 квітня 1924 з ініціативи Вукоопспілки, «Сільського господаря» та Українбанку після ухвалення урядом УСРР рішення від 15 січня 1924 про надання українській кооперації права безпосередньо здійснювати зовнішньоторгову діяльність через систему власних кооперативних представництв. Представництво в Лондоні керувало роботою кооперативних представництв у Німеччині та Канаді.
Ліквідоване в лют. 1930.